# Emancypacja
Emancypacja (łac. emancipatio, dosł. wypuszczenie z rąk) – wyzwolenie i obdarzenie kogoś pełnią praw.
Początkowo, w prawie rzymskim, emancypacja oznaczała wyzwolenie spod władzy ojcowskiej. Współczesne znaczenie tego słowa wywodzi się z XVII i XVIII w. i oznacza wyjście jednostek czy grup społecznych ze stanu zniewolenia.
Emancypacja dotyczyć może wszelkich zbiorowości, które cierpią z powodu opresji, wykluczenia czy dyskryminacji. Najbardziej znane procesy emancypacyjne dotyczyły zniesienia niewolnictwa, równouprawnienia kobiet czy grup etnicznych i religijnych (Żydów, katolików w Wielkiej Brytanii). Pojęcia tego używano jednak również w odniesieniu do kolonii walczących o niepodległość.

## Emancypacja w prawie rzymskim
Emancypacja  była czynnością prawną odwrotną do mancypacji. Była to jedna z form wygaśnięcia władzy ojcowskiej wobec osób alieni iuris.

## Współczesne znaczenie emancypacji
W epoce nowożytnej emancypacja zaczęła oznaczać wyzwolenie pewnych grup społecznych. W XVII w. pojęcie było odnoszone do aktów tolerancji wobec grup religijnych, w XVIII w. do wyzwolenia niewolników, a od XIX w. do wyzwolenia kobiet.
Szczególne znaczenie uzyskała emancypacja wraz z epoką oświecenia. Przekonanie o równości wszystkich ludzi prowadziło do walki z przywilejami feudalnymi i podziałem stanowym, a także do zniesienia poddaństwa.

### Znaczenie liberalne i radykalne

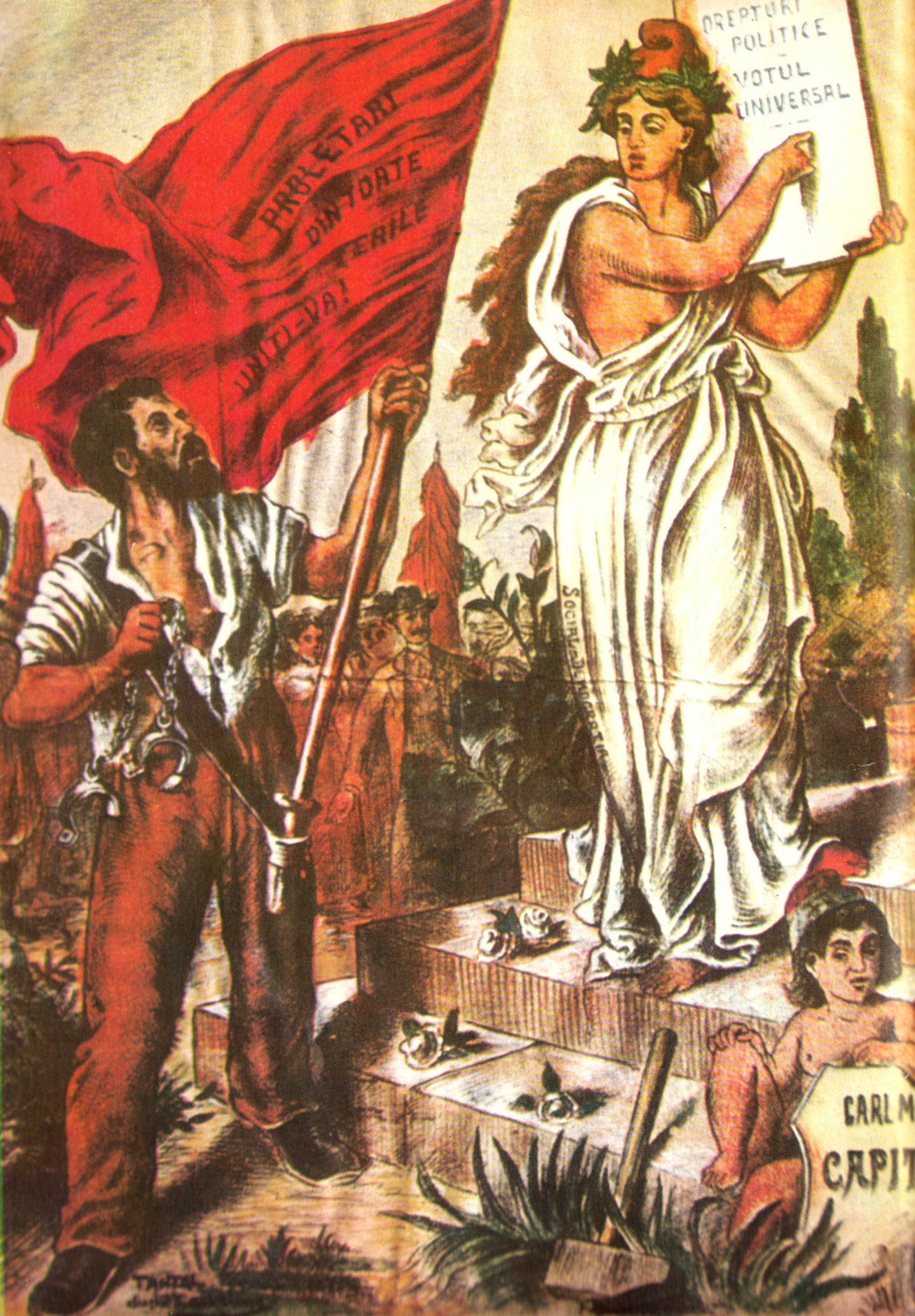
Emancypacja robotników: Rumuński plakat socjalistyczny (1895)

Szczególnie ważną rolę pełni emancypacja w myśli liberalnej i lewicowej. W obu tych nurtach ma jednak odmienne znaczenie.
Liberalne ujęcie emancypacji jest historycznie wcześniejsze i wywodzi się z myśli oświeceniowej. Dla liberałów emancypacja oznacza zniesienie poddaństwa i zaprowadzenie równości wobec prawa. W wyniku tego procesu wykluczone i dyskryminowane zbiorowości społeczne uzyskiwały status pełnoprawnych obywateli. Liberałowie XIX i początków XX wieku walczyli o nadanie praw niewolnikom, kobietom, czy Żydom. Nie wszyscy liberałowie w XIX wieku byli w równym stopniu zwolennikami emancypacji, np. emancypacja kobiet była kwestią kontrowersyjną i gorąco dyskutowaną aż do pierwszych dekad XX wieku.
W drugiej połowie XX wieku, w większości krajów liberalno-demokratycznych zaprowadzono powszechną równość wobec prawa, przez co liberalny program emancypacji został zrealizowany.
Emancypacja w liberalnym wydaniu była jednak dla wielu niesatysfakcjonująca. Formalne gwarancje praw nie powodowały zniknięcia nierówności społecznych. Nie powodowały też zwiększenia uczestnictwa w życiu społecznym, politycznym i ekonomicznym. Mimo równości praw, struktury polityczne, hierarchia społeczna czy system gospodarczy były źródłem utrzymującego się wykluczenia. Dlatego też lewicowi działacze i myśliciele walczyli o emancypację rozumianą jako faktyczne zniesienie nierówności i wykluczenia. W ten sposób emancypacja stała się jednym z zasadniczych elementów programu lewicowego. Szczególną rolę odgrywała w myśli Karola Marksa oraz szkoły frankfurckiej.
Liberalne ujęcie emancypacji opiera się na przekonaniu, że jednostki mają przyrodzoną autonomię, której nie można naruszać. Z kolei ujęcie radykalne wskazuje, że jednostkowa autonomia musi być stworzona i wymaga zewnętrznej ingerencji. Stąd program emancypacji musi się wiązać z przemianami świadomości.

### Emancypacja Żydów
Przez długie stulecia Żydzi na kontynencie europejskim byli poddawani rozlicznym dyskryminacyjnym prawom. Od schyłku XVIII w. do początku XX w. w różnych krajach europejskich następował proces wyswobadzania się Żydów  spod dyskryminujących regulacji prawnych, prowadzący do formalnego nadania im obywatelstwa i zrównania ich praw z innymi. Dążenie do emancypacji Żydów zainicjowały przemiany epoki oświecenia oraz wtórującego mu oświecenia żydowskiego, zwanego Haskalą.

### Emancypacja grup religijnych
Emancypacja grup religijnych dotyczyła wyznań, które nie miały przyznanej pełni praw. Np. po ogłoszeniu Aktu Supremacji (1534), angielscy katolicy poddani byli dyskryminującym prawom. Nie licząc krótkich okresów tolerancji, zakaz ten został zniesiony na dobre w 1829 r. przez Akt emancypacji katolików.

### Emancypacja niewolników
Emancypacja niewolników związana była z działalnością ruchu abolicjonistycznego. Polegała na zniesieniu niewolnictwa i przyznaniu osobistej wolności niewolnikom. Najczęściej nie oznaczała jednak równości praw. Np. w Stanach Zjednoczonych niewolnictwo na terenie całego kraju zniesiono w 1865 r., natomiast dyskryminujące regulacje prawne utrzymały się tam aż do Aktu o prawach obywatelskich (1964 r.)

### Emancypacja kobiet

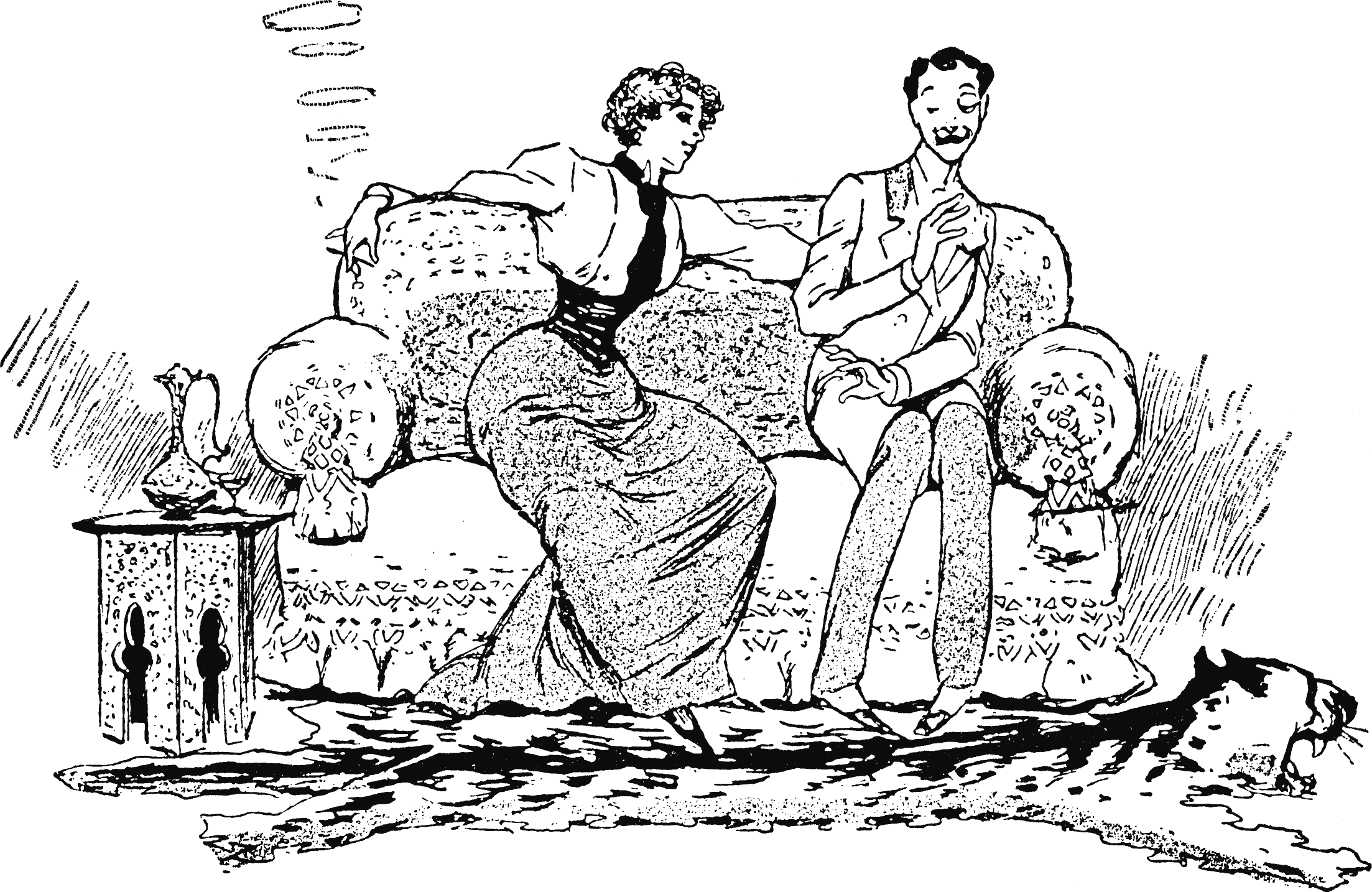
Duńska karykatura przedstawiająca emancypację kobiet jako odwrócenie ról płciowych (koniec XIX w.)

Pierwsze zorganizowane związki kobiet powstały pod koniec XVIII wieku w Stanach Zjednoczonych i Francji. Kobietom nie przysługiwały prawa wyborcze, miały ograniczone możliwości dysponowania własnym majątkiem, nie mogły studiować i pracować w wielu zawodach.
W połowie XIX wieku aktywność ruchu kobiecego nasiliła się. Pierwsze sukcesy to dopuszczenie kobiet do studiowania na uniwersytetach i do oficjalnej pracy naukowej. Prawa wyborcze udało się kobietom wywalczyć na początku XX wieku.
Dyskusje wokół tego, na czym polegać ma emancypacja kobiet, są bardzo gorące w ramach ruchu feministycznego. Każda kolejna fala feminizmu przynosiła też odmienne rozumienie emancypacji. Pierwsza fala feminizmu i dominujący w niej liberalny feminizm polegały na przyznaniu kobietom równych praw. Z kolei radykalne feministki drugiej fali uznają to za niewystarczające, wskazując na konieczność całościowej przebudowy społeczeństwa.